# Regió Autònoma de l'Atlàntic Nord
La Regió Autònoma de la Costa Carib Nord, abans Regió Autònoma de l'Atlàntic Nord (en espanyol Región Autónoma del Atlántico Norte, sovint abreujada RAAN) és una regió autònoma del nord-est de Nicaragua, a la costa del Carib, que fins al 1986 formava part del departament de Zelaya. És una de les dues regions autònomes nicaragüenques i la més extensa de les subdivisions administratives d'aquest estat centreamericà. La capital és Puerto Cabezas.

## Demografia
La Regió Autònoma de l'Atlántico Nord (RAAN) està situada en territori dels miskitos, i Bilwi ("fulla de serp" en bawihka) és la seva capçalera departamental. Els miskitos eren el poble que habitavs l'àrea de Matagalpa i van ser obligats a emigrar cap a l'Est quan van entrar en conflicte amb els espanyols.
La població es distribueix de la següent forma: 72,3% sónmiskitos, 21,7% és d'origen mestís, 5,7% d'origen crioll i el 0,3% és mayagna. Es parla el creole, anglès, espanyol i miskito.

## Política
La RAAN té un consell regional on hi tenen representació diversos partits com el Front Sandinista d'Alliberament Nacional (FSLN), YATAMA (partit indigenista que representa els interessos dels indis miskitos i dels garifunes) i altres. Les sessions tenen lloc a Puerto Cabezas.

## Municipis
1. Bonanza
2. Prinzapolka
3. Puerto Cabezas
4. Rosita
5. Siuna
6. Waslala
7. Waspam
8. Mulukuku

## Atractius turístics
Entre els llocs d'interès turístic trobem balnearis, com la bella Llacuna de Pahara, la Comunitat de Haoluver, reserves naturals com els Cayos Miskitos i la Reserva de Biosfera de Bosawás, a Waspán es troba el riu més extens, el riu Coco que travessa gairebé tota Nicaragua, La RAAN és apta per al turisme d'aventura i comunitari.